# Guerra y paz (película de 1956)

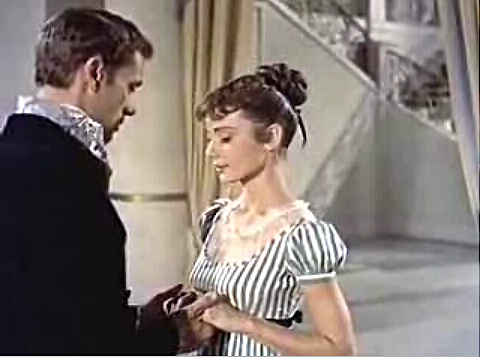
Mel Ferrer y Audrey Hepburn en Guerra y paz.

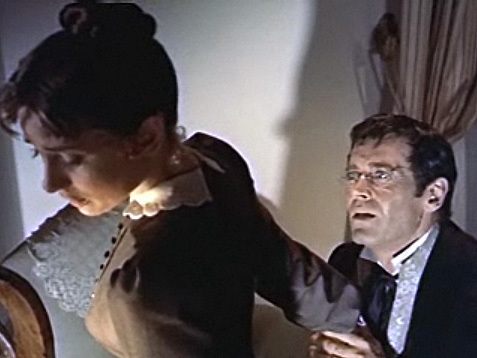
Henry Fonda y Audrey Hepburn en Guerra y paz.

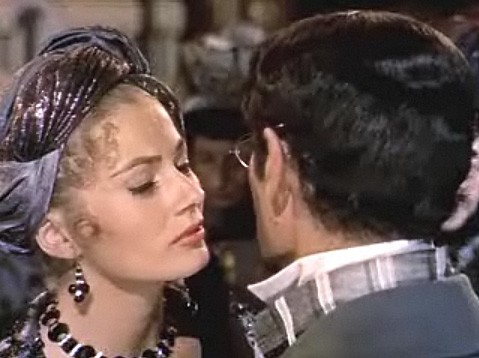
Anita Ekberg en Guerra y paz.

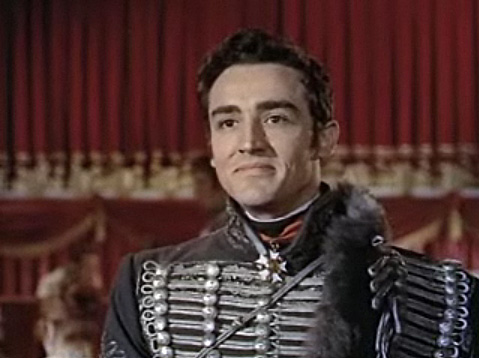
Vittorio Gassman en Guerra y paz.

Guerra y paz (en inglés, War and Peace, y en algunos países hispanos, La guerra y la paz) es una película italoestadounidense de 1956 de los géneros histórico y dramático basada en la novela homónima de León Tolstói, dirigida por King Vidor y con la actuación de Henry Fonda, Audrey Hepburn, Mel Ferrer, John Mills, Vittorio Gassman, Anita Ekberg, Herbert Lom y Fernando Aguirre. Tuvo tres candidaturas a los Óscar y un Globo de Oro. Mel Ferrer y Fernando Aguirre resultaron ganadores de la Vache d´Or de París, Ferrer como actor secundario, compitiendo con Grace Kelly por Atrapa a un ladrón, y Aguirre como actor de reparto, compitiendo con Walter Glover.[cita requerida]
Los actores Hepburn y Ferrer estuvieron casados desde 1954 hasta 1968, y tuvieron un hijo.

## Argumento
A principios del siglo XIX, la gran nobleza rusa que deja transcurrir su vida en interminables actos sociales que tienen como escenario los lujosos palacios de San Petersburgo, contempla con una mezcla de admiración y malsana curiosidad la fulgurante carrera de Napoleón. Para ellos, que han adoptado el francés como el idioma de la alta sociedad y que coquetean, siempre bajo la mirada del zar todopoderoso y protector Alejandro I de Rusia, con las ideas liberales surgidas al calor de la ilustración, Napoleón es un símbolo del progreso, un eco de esa transgresión que ellos mismos querrían protagonizar. Sin embargo, las frágiles alianzas que definen la política exterior de la época llevan al Imperio ruso a situarse junto a los enemigos de Francia. Empieza así una larga guerra que pondrá a prueba el valor, los sentimientos y la lealtad de esos nobles de vida ociosa.
Posicionada en esa época, la película cuenta la historia de la joven Natasha Rostova, del Conde Pierre Bezújov y del Príncipe Andréi Bolkonski, de sus relaciones hacia los demás y sus familias y de sus relaciones entre sí desde la batalla de Austerlitz hasta la invasión de Rusia de Napoleón, que terminó en un fracaso.

## Elenco
- Audrey Hepburn es Natasha Rostova.
- Henry Fonda es el Conde Pierre Bezújov.
- Mel Ferrer es el Príncipe Andréi Bolkonski.
- Vittorio Gassman es Anatole Kuraguin.
- Herbert Lom es Napoleon Bonaparte.
- Oscar Homolka es Mariscal de campo Mijaíl Kutúzov.
- Anita Ekberg es Hélène Kuráguina.
- Helmut Dantine es Dólojov.
- Tullio Carminati es el Príncipe Vasili Kuraguin.
- Barry Jones es el Conde Iliá Rostov, padre de Natasha.
- Milly Vitale es Liza Bolkónskaya.
- Lea Seidl es la Condesa Rostova.
- Anna-Maria Ferrero es Mary Bolkónskaya.
- Wilfrid Lawson es el Príncipe Nikolái Bolkonski, padre de Andréi (acreditado como Wilfred Lawson).
- May Britt es Sonya Rostova.
- Jeremy Brett es Nikolái Rostov.
- John Mills es Platón Karatáiev.
- Patrick Crean es Denísov.
- Sean Barrett es Petia Rostov.
- Alan Furlan es un oficial ruso.

## Producción
La primera versión del guion contaba con 506 páginas, cinco veces más de las que suelen contener los guiones de películas. El rodaje duró seis meses y el presupuesto se elevó a 6 millones de dólares. Para el filme, el salario de Audrey Hepburn aumentó a 350 000 dólares, convirtiéndose así en la intérprete mejor pagada hasta esa fecha.

## Recepción
Pese a ser unas de las películas más caras de la historia y contar con un gran reparto, Guerra y paz no tuvo mucho éxito, y fue poco valorada por el público occidental de la época.
Sin embargo, en la Unión Soviética - que se encontraba entonces en plena época del deshielo - su éxito fue arrollador, especialmente, por la deliciosa actuación de Audrey Hepburn en el papel de Natasha Rostova así como por el cuidado diseño de vestuario, decoración y ambientación. En la URSS, la película se estrenó en 1959, siendo vista por 31 400 000 de espectadores. El éxito del film motivó al ministerio de Cultura de la Unión Soviética encargar a Serguéi Bondarchuk la dirección de una propia versión cinematográfica de la novela, Guerra y paz, estrenada en 1967.

## Premios
Oscar 1956
| Categoría                         | Persona          | Resultado |
| --------------------------------- | ---------------- | --------- |
| Mejor dirección                   | King Vidor       | Candidato |
| Mejor fotografía (Color)          | Jack Cardiff     | Candidato |
| Mejor diseño de vestuario (Color) | Maria De Matteis | Candidata |

Globos de Oro
| Año  | Categoría                           | Resultado |
| ---- | ----------------------------------- | --------- |
| 1956 | Mejor película en lengua no inglesa | Ganadora  |